# Sumner Locke Elliott
Sumner Locke Elliott (* 17. Oktober 1917 in Kogarah, Sydney, New South Wales; † 24. Juni 1991 in New York City) war ein australisch-US-amerikanischer Schriftsteller und Dramatiker, dessen Roman Careful He Might Hear You 1963 mit dem Miles Franklin Award ausgezeichnet wurde, während die deutschsprachige Übersetzung Leise, er könnte dich hören 1965 zwei Wochen lang auf der Liste der meistverkauften Belletristikbücher in Deutschland stand sowie im Reader’s Digest Auswahlbuch 3/1965 vertreten war.

## Leben

### Kindheit, literarisches Debüt und Auswanderung in die USA
Sumner Locke Elliott war der Sohn des Buchhalters und Journalisten Henry Logan Elliott und der Romanautorin und Dramatikerin Helena Sumner Locke (1881–1917), die einen Tag nach seiner Geburt an einer Eklampsie verstarb. Eine Tante mütterlicherseits war die Gewerkschafterin, Frauenrechtlerin und politische Aktivistin Lilian Locke (1869–1950), deren Ehemann George Burns die Australian Labor Party von 1913 bis 1917 im Australischen Repräsentantenhaus vertrat. Als Halbwaise verbrachte er eine schwierige Kindheit in Australien, die durch die Erziehung von Tanten geprägt war, und besuchte die Cranbrook School in Sydney. In den 1930er und 1940er erlebt er sein Erwachsenwerden als Homosexueller. Sein literarisches Debüt gab er 1942 mit dem Drama Interval. A Play in Three Acts und hatte einige frühe Erfolge mit Theaterstücken und Hörspielen. 1948 siedelte er in die USA über und begann eine erfolgreiche Karriere als Radio- und Fernsehautor in Los Angeles und später in New York City. Er hatte später mit Stücken wie der Komödie Buy Me Blue Ribbons am Broadway sowie im Fernsehen weitere Erfolge. Buy Me Blue Ribbons handelt von dem achtzehnjährigen Jordan Sable, einem vergessenen Kinderfilmidol, das ein Comeback über die Bühne versucht. Gegen den Rat seiner Agentin und Freundin Liz Kendall kauft er ein verwegenes Versspiel über Piraten, in dem er am Broadway mitspielen will. Das Drama war eines der wenigen Broadway-Stücke, das von einem Australier geschrieben wurde. Die Originalproduktion wurde von dem Schauspieler Jay Robinson mitproduziert, der auch in der Besetzung auftrat. 1955 erhielt Elliott die Staatsbürgerschaft der Vereinigten Staaten.

### Careful He Might Hear You(1963)
Mit seinem 1963 erschienenen ersten, autobiografisch geprägten Roman Careful He Might Hear You erreichte er internationale Anerkennung. Dieser wurde 1963 mit dem Miles Franklin Award ausgezeichnet, einem der bedeutendsten Literaturpreise. 
Elliott schreibt nicht nur von den Problemen des kleinen Jungen, sondern durch seine vor- und zurückgreifende Erzählweise auch von Menschen mit ihren Vorzügen und Schwächen.
Die deutschsprachige Übersetzung Leise, er könnte dich hören stand 1965 zwei Wochen lang auf der Liste der meistverkauften Belletristikbücher in Deutschland und war auch im Reader’s Digest Auswahlbuch 3/1965 vertreten.

### Spätwerke:About Tilly Beamis,Waiting for ChildhoodundFairyland
Erfahrungen der Kindheit und des Heranwachsens bildeten auch in späteren Werken häufige Themen. About Tilly Beamis (1984) konzentriert sich auf die komplexen psychologischen Mechanismen, durch die sich ein unschuldiges junges australisches Mädchen in eine Frau von Welt verwandelt. Waiting for Childhood (1987) ist die Geschichte einer australischen Familie in Sydney in den 1920er Jahren. In dem Roman, der ebenfalls autobiografische Züge trägt, geht es um die sieben Kinder der Familie Lord, die nach dem Tod ihrer Eltern gezwungen sind, für sich selbst zu sorgen, und Entscheidungen, die ihre familiären Rollen neu erschaffen. Die älteste Tochter Lily zum Beispiel wird eine aktive Sozialistin, gibt aber nie ganz auf, die Familie zusammenzuhalten. In seinem Coming-out-Roman Fairyland (1990) zeichnet er das schwule Erwachsenwerden des Erzählers Seaton Daly in Sydney in den dreißiger und vierziger Jahren nach. Der Erzähler weiß, dass er anders ist als seine Umgebung, weil er befürchtet, zweitklassig zu sein, sich selbst und seinem Streben nach Liebe jedoch treu bleibt. Der einsame und naive Daly träumt davon, in das „gelobte Land“ der Vereinigten Staaten zu fliehen. Der Roman beschreibt schließlich die Auswanderung des Erzählers in die USA nach Ende des Zweiten Weltkrieges, wo er – wie Locke selbst – eine erfolgreiche Karriere als Radio- und Fernsehautor beginnt, aber auch dessen unerfüllte Suche nach Liebe.

## Veröffentlichungen (Auswahl)
- Interval. A Play in Three Acts, Drama, 1942
- Buy Me Blue Ribbons, Komödie, 1948
- Careful He Might Hear You, Roman, 1963
- Some Doves and Pythons, 1966
- Khaki, Bush and Bigotry. Three Australian Plays, Dramen, 1968
- Edens Lost, Roman, 1969, ISBN 978-0-14003-5-285[10]
- The Man who Got Away, 1973, ISBN 978-0-71811-1-526
- Going, 1975, ISBN 978-0-06011-2-424
- Water Under the Bridge, 1977, ISBN 978-0-67122-8-231
- Signs of Life, Roman, 1981, ISBN 978-0-89919-0-228
- About Tilly Beamis, 1984, ISBN 978-0-53109-8-349
- Waiting for Childhood, Roman, 1987, ISBN 978-0-74517-1-630
- Fairyland, Roman, 1990, ISBN 978-0-06016-2-214

posthum
- Radio Days, Herausgeber Sharon Clarke, 1993

in deutscher Sprache
- Leise, er könnte dich hören, Roman, 1965, Neuauflage 2017, ISBN 978-3-68810-7-438
- Der Mann, der verschwand, Roman, Übersetzung Susanne Lepsius, 1973, ISBN 978-3-49801-610-4
- Die Äpfel röten sich in Eden, Roman, 1974
- Der vorbestimmte Tag, Roman, 1978, ISBN 978-3-49914-3-014
- Die Wasser unter der Brücke, Roman, 1982, ISBN 978-3-49801-6-258
- Pulsschlag des Lebens, Roman, 1989, ISBN 978-3-49912-4-501
- Warten auf Kindheit, Roman, Übersetzung Ingrid Rothmann, 1991, ISBN 978-3-49912-8-851
- Fairyland, Übersetzung Reinhild Böhnke, 1994, ISBN 978-3-35200-4-728

## Hintergrundliteratur
- Sharon Clarke: Sumner Locke Elliott. Writing life. A biography, 1996
- Gero von Wilpert: Lexikon der Weltliteratur. Fremdsprachige Autoren, Band I A–K, Stuttgart 2004, 2008, ISBN 978-3-520-84301-2, S. 529
- The Continuum Companion to Twentieth Century Theatre, 2006, ISBN 978-1-84714-6-120, S. 242 (Onlineversion (Auszug))
- Geordie Williamson: The Burning Library. Our Great Novelists Lost and Found, 2012, ISBN 978-1-92196-1-236, S. 98 ff. (Onlineversion (Auszug))
- Who’S Who in Contemporary Gay and Lesbian History, 2020, ISBN 978-1-00010-0-754, S. 119 ff. (Onlineversion (Auszug))
- Australian Dictionary of Biography, Volume 19, 1991–1995 (A–Z), 2021, ISBN 978-1-76046-4-134, S. 255 f. (Onlineversion)